# Mélissa Camara
Mélissa Camara (ur. 27 listopada 1991 w Mont-Saint-Aignan) – francuska polityczka, posłanka do Parlamentu Europejskiego X kadencji.

## Życiorys
Ukończyła nauki polityczne w Lille. Aktywistka ruchów feministycznych i związanych ze społecznością LGBT; zaangażowała się także w działalność polityczną w ramach ekologicznego ugrupowania Europe Écologie-Les Verts. W 2022 weszła w skład jego biura wykonawczego. W 2020 została radną miejską w Lille.
W wyborach w 2024 z ramienia swojego ugrupowania uzyskała mandat posłanki do Europarlamentu X kadencji.